# Hans Lubinus
Johann (Hans) Georg Lubinus (* 25. Dezember 1893 in Kiel; † 3. Juli 1973 ebenda) war ein deutscher Chirurg. Als Regattasegler vertrat er Deutschland bei den Olympischen Sommerspielen 1936, 1952 und 1956.

## Leben
Hans Lubinus war Sohn des Kieler Chirurgen Johann Lubinus und seiner Ehefrau Anna Howaldt. Nach dem Schulbesuch und Abitur (1914) in Kiel begann er im Sommersemester 1914 sein Medizinstudium an der Julius-Maximilians-Universität Würzburg, das vom Ersten Weltkrieg unterbrochen wurde. Er diente bei der Artillerie, zuletzt als Leutnant der Reserve. Er wurde mit dem Eisernen Kreuz II. und I. Klasse und mit dem Oldenburgischen Friedrich-August-Kreuz ausgezeichnet. Während der anschließenden Fortsetzung seines Medizinstudiums wurde er wie auch schon sein Vater 1917 Mitglied des Corps Nassovia Würzburg. Nach dem Staatsexamen 1920 war er bis 1925 Assistenzarzt an der Chirurgischen Universitätsklinik Kiel. 1925 trat er als Teilhaber in die Kieler Privatklinik seines Vaters ein. Unter seiner Initiative expandierte die Klinik ab 1928 auf 196 Betten.
Als Vorsitzender der Ärztekammer Schleswig-Holstein trat Hans Lubinus 1933 öffentlich für die nationalsozialistische Rassenhygiene ein und begrüßte die Machtübergabe an die Nationalsozialisten als Anbruch einer „neuen großen Epoche der deutschen Geschichte“. Die Privatklinik Lubinus war spätestens ab 1935 als eine von mehreren Kliniken in Kiel zur Durchführung von Zwangssterilisationen bestimmt. Hans Lubinus trat zum 1. Mai 1933 in die NSDAP (Mitgliedsnummer 2.730.161) und zum 9. Juni 1934 der SS bei (SS-Nummer 208.125), in der er 1943 zum SS-Hauptsturmführer befördert wurde.
Im Zweiten Weltkrieg diente Hans Lubinus zunächst als Chirurg auf dem Lazarettschiff Berlin. Von 1940 bis 1945 war er Leitender Arzt beim Luftschutz in Kiel.
Nachfolger im Familienunternehmen wurde 1958 sein Sohn, der Chirurg Hans-Hermann („Peter“) Lubinus (1928–2015).

## Segler

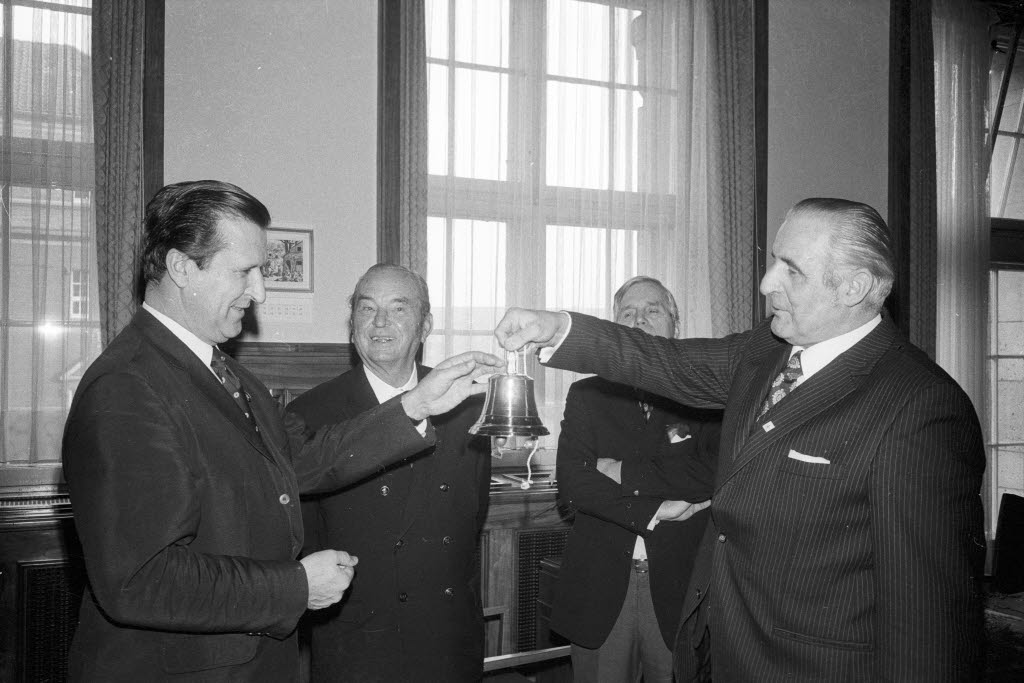
Hans Lubinus (Mitte, 1972)

Hans Lubinus gehört zu den bekannteren Regattaseglern im Deutschland der Mitte des 20. Jahrhunderts. Er war 1934–1936 örtlicher Organisationsleiter der Segelwettbewerbe der Olympischen Sommerspiele 1936 vor Kiel, an denen er auch selbst als aktiver Regattasegler in der 6-Meter-Klasse teilnahm. Da Abeking & Rasmussen (A&R) als Hersteller seiner Yacht bereits drei Yachten stellte, durfte er nicht mit seiner von A&R gefertigten 6mR-Yacht Irmi V antreten, sondern hatte mit dem 6er Gustel V das Schiff eines anderen Eigners einer anderen Bauwerft zu segeln. Deutschland konnte sich in dieser Klasse nicht auf Medaillenrängen platzieren, Lubinus erreichte mit seiner Crew Platz 6 mit 49 Punkten. Er entzündete das olympische Feuer auf der Schale, die hierzu eigens am Fockmast der im Olympiahafen liegenden Lübecker Kogge montiert worden war.
Bei den olympischen Segelwettbewerben 1952 in Helsinki und 1956 in Melbourne (Australien) vertrat Lubinus mit seiner Crew Deutschland und den Kieler Yacht-Club in der 5.5 Meter-Klasse. In Helsinki erreichte er mit seiner Crew auf der Yacht Tom Kyle Platz 9 und in Melbourne mit Tilly Platz 10. Bereits in Helsinki war er das älteste Mitglied der deutschen Mannschaft. Hans Lubinus erhielt das finnische Olympiaverdienstkreuz I. Klasse am Bande. Seine Frau Irmgard (nach der seine Yachten Irmi benannt waren) war die erste Frau, die im Kieler Yacht-Club aktiv segeln durfte.